# Brock Cunningham
Brock Cunningham (Austin, 13 december 1998) is een Amerikaans basketballer.

## Carrière
Cunningham speelde collegebasketbal voor de Texas Longhorns van 2018 tot 2024. Hij werd niet gekozen in de NBA draft van 2024. Hij tekende zijn eerste profcontract bij de Belgische eersteklasser Union Mons-Hainaut.

## Privéleven
Zijn vader Ed Cunningham speelde collegefootball voor de Texas Longhorns.